# Partito Operaio Socialista Rivoluzionario
Il Partito Operaio Socialista Rivoluzionario (in francese Parti ouvrier socialiste révolutionnaire, POSR) era un partito socialista francese (1890-1901) di tendenza allemanista. Il POSR è uno dei partiti che hanno portato indirettamente alla nascita della SFIO nel 1905.

## Storia
Il Partito Operaio Socialista Rivoluzionario nasce nel 1890 da una scissione della Federazione dei Lavoratori Socialisti di Francia (FTSF) di ispirazione broussista guidata da Jean Allemane. 
Gli allemanisti del POSR si distinguono dagli altri partiti socialisti dell'epoca per il primato attribuito all'azione sindacale sull'azione politica, per il tema dello sciopero generale e anche per l'antimilitarismo. 
Accanto al socialismo operaio comunardo, all'interno del POSR si sviluppa un «socialismo di intellettuali» attorno a Lucien Herr, che collabora al giornale del partito.
Nel 1896, una parte dei militanti lascia il POSR per creare l'Alleanza Comunista Rivoluzionaria (Alliance communiste révolutionnaire).
Nel 1901, il Partito Operaio Socialista Rivoluzionario si unirà con la Federazione dei Lavoratori Socialisti di Francia e con socialisti indipendenti nel nuovo Partito Socialista Francese (PSF), il quale costituirà poi una delle due componenti della Sezione Francese dell'Internazionale Operaia (SFIO) nel 1905.